# Cybernetix: The First Battle
Cybernetix: The First Battle is een computerspel dat werd ontwikkeld en uitgegeven door Vision Software. Het spel kwam in 1992 uit voor de Commodore Amiga en de Atari ST. Het spel is een side-scrolling shoot 'em up die geïnspireerd is op Defender uit 1991. 

## Ontvangst
| Beoordeeld door | Platform | Datum         | Score |
| --------------- | -------- | ------------- | ----- |
| Amiga Power     | Amiga    | november 1992 | 100%  |
| Datormagazin    | Amiga    | februari 1995 | 60%   |